# Jagat Bhanjyang
Jagat Bhanjyang – gaun wikas samiti w zachodniej części Nepalu w strefie Gandaki w dystrykcie Syangja. Według nepalskiego spisu powszechnego z 2001 roku liczył on 754 gospodarstw domowych i 3784 mieszkańców (2130 kobiet i 1654 mężczyzn).